# Национален институт по статистика (Испания)
Вижте пояснителната страница за други значения на Национален статистически институт.
Националният институт по статистика (на испански: Instituto Nacional de Estadística, INE) е държавна организация в Испания.
Събира статистически данни за населението, икономиката и обществото. Той е автономна организация в Испания, отговаря за общата координация на статистическите служби на Генералната държавна администрация по отношение на наблюдението, контрола и надзора на технически процедури. На всеки 10 години организацията провежда национално преброяване на населението, последното е проведено през 2011 година.